# Siria ai Giochi della XXVIII Olimpiade
La Siria partecipò ai Giochi della XXVIII Olimpiade, svoltisi ad Atene, Grecia, dal 13 al 29 agosto 2004, con una delegazione di 6 atleti impegnati in cinque discipline.

## Medaglie
| Medaglia | Nome            | Sport    | Evento       |
| -------- | --------------- | -------- | ------------ |
| Bronzo   | Nasser Al-Shami | Pugilato | Pesi massimi |

## Risultati

### Atletica leggera
Maschile
Eventi sul campo
| Atleta           | Evento       | Qualificazioni | Qualificazioni | Finale          | Finale          |
| Atleta           | Evento       | Distanza       | Classifica     | Distanza        | Classifica      |
| ---------------- | ------------ | -------------- | -------------- | --------------- | --------------- |
| Mohammad Hazzory | Salto triplo | 16,37          | 25º            | non qualificato | non qualificato |

Femminile
Eventi su pista e strada
| Atleta         | Evento       | Batteria  | Batteria   | Finale          | Finale          |
| Atleta         | Evento       | Risultato | Classifica | Risultato       | Classifica      |
| -------------- | ------------ | --------- | ---------- | --------------- | --------------- |
| Zainab Bakkour | 5000 m piani | 17'18"66  | 18ª        | non qualificata | non qualificata |

### Judo
Maschile
| Atleta      | Evento  | Sedicesimi                 | Ottavi               | Quarti di finale     | Semifinali           | Ripescaggio 1        | Ripescaggio 2        | Ripescaggio 3        | Finale / FB          | Finale / FB     |
| Atleta      | Evento  | Avversario Risultato       | Avversario Risultato | Avversario Risultato | Avversario Risultato | Avversario Risultato | Avversario Risultato | Avversario Risultato | Avversario Risultato | Pos.            |
| ----------- | ------- | -------------------------- | -------------------- | -------------------- | -------------------- | -------------------- | -------------------- | -------------------- | -------------------- | --------------- |
| Yhya Hasaba | −100 kg | Ferguson (USA) P 0001–1110 | non qualificato      | non qualificato      | non qualificato      | non qualificato      | non qualificato      | non qualificato      | non qualificato      | non qualificato |

### Nuoto
Maschile
| Atleta         | Evento            | Batteria  | Batteria   | Semifinale      | Semifinale      | Finale          | Finale          |
| Atleta         | Evento            | Risultato | Classifica | Risultato       | Classifica      | Risultato       | Classifica      |
| -------------- | ----------------- | --------- | ---------- | --------------- | --------------- | --------------- | --------------- |
| Rafed El-Masri | 50 m stile libero | 22"58     | =18º       | non qualificato | non qualificato | non qualificato | non qualificato |

### Pugilato
Maschile
| Atleta          | Evento       | Ottavi                  | Quarti                | Semifinali           | Finale               | Pos.   |
| Atleta          | Evento       | Avversario Punteggio    | Avversario Punteggio  | Avversario Punteggio | Avversario Punteggio | Pos.   |
| --------------- | ------------ | ----------------------- | --------------------- | -------------------- | -------------------- | ------ |
| Nasser Al-Shami | Pesi massimi | Izonritei (NGR) V 30-17 | Ələkbərov (AZE) V DSQ | Solís (CUB) P RSC    | non qualificato      | Bronzo |

### Tiro a segno/volo
Maschile
| Atleta     | Evento | Qualificazioni | Qualificazioni | Finale          | Finale          |
| Atleta     | Evento | Punti          | Classifica     | Punti           | Classifica      |
| ---------- | ------ | -------------- | -------------- | --------------- | --------------- |
| Roger Dahi | Skeet  | 106            | 41º            | non qualificato | non qualificato |